# Kai Hensel

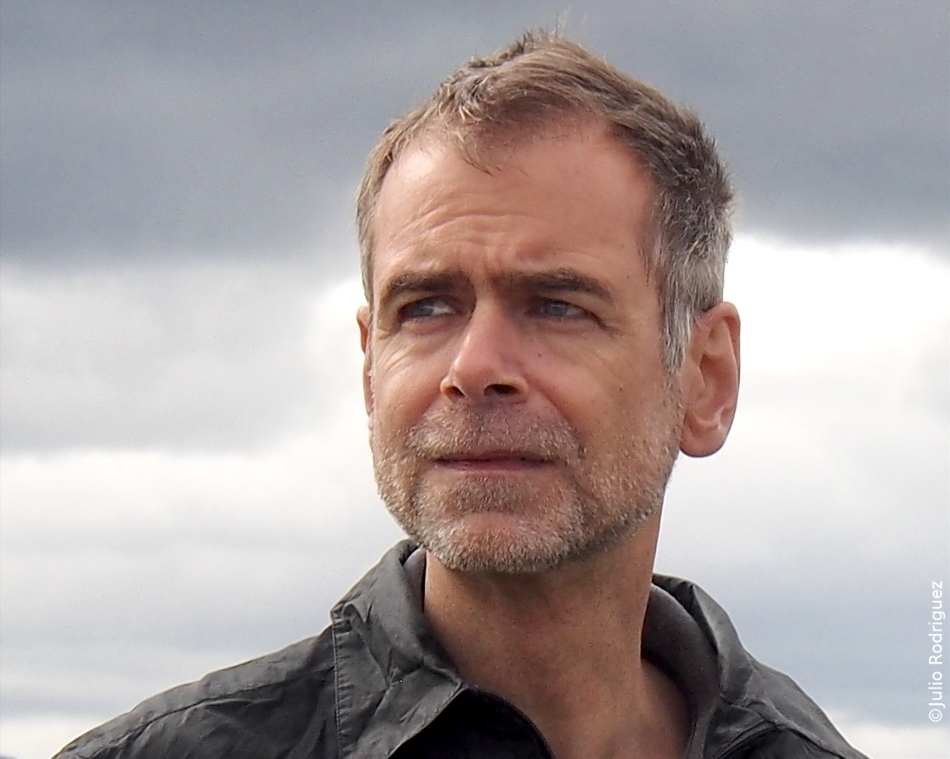
Kai Hensel 2016

Kai Hensel (* 1965 in Hamburg) ist ein deutscher Autor.

## Leben
Nach dem Abitur arbeitete Hensel als Werbetexter in Hamburg und Frankfurt am Main. Später war er in verschiedenen Jobs tätig, unter anderem als Barkeeper, Tellerwäscher und Museumswärter. Mitte der 1990er Jahre unternahm Hensel ausgedehnte Reisen durch Europa, Afrika und Asien. Nach seiner Rückkehr nach Deutschland arbeitete Hensel im Theater Lübeck zwei Spielzeiten lang als Regisseur.
Ab 1994 arbeitete Hensel als Drehbuchautor für zahlreiche Fernsehfilme und -serien, u. a. „RTL Samstag Nacht“, „Alarm für Cobra 11“ und „Die Männer vom K3“. Seit 2000 lebt Hensel als freier Schriftsteller in Berlin. Sein erstes Bühnendrama ist das Einpersonenstück „Klamms Krieg“. Nach dessen Uraufführung 2000 am Staatsschauspiel Dresden entwickelte es sich mit über ein hundert Inszenierungen zum meistgespielten Stück im deutschsprachigen Raum. Hensels Drama „Welche Droge passt zu mir?“ wurde bislang über fünfzig Mal inszeniert. Hensels Stücke werden in europäischen und außereuropäischen Ländern gespielt.
Seine beiden ersten Romane um die Ermittlerin und Barkeeperin Maria Brecht – "Das Perseus-Protokoll" und "Sonnentau" – erhielten begeisterte Rezensionen. „Das Perseus-Protokoll“ wurde von WDR 5 als Hörspiel-Zweiteiler produziert. „Sonnentau“ stand auf der Shortlist für den Glauserpreis 2015 in der Kategorie „bester Roman“.
Über seine Reisen schreibt Hensel zudem Reportagen für verschiedene Zeitungen und Zeitschriften (unter anderem „Tagesspiegel“, „tip“, „Frankfurter Rundschau“).
Als Dozent für Kreatives Schreiben unterrichtet er unter anderem an der HFF München, dem Goethe-Institut und der Universität Augsburg.

## Dramen
- Klamms Krieg (UA Staatsschauspiel Dresden)
- Party mit totem Neger (UA Staatsschauspiel Dresden)
- Weg in den Dschungel (UA Staatsschauspiel Dresden)
- Welche Droge passt zu mir? (UA Theater Freiburg)
- Sommer mit Mädchen (UA Staatstheater Braunschweig)
- Der Feind bist Du (UA Theater Oberhausen)
- Glück im 21. Jahrhundert (UA TAG, Wien / Theater Rampe, Stuttgart)
- Das Meerschweinchen (UA Schauspiel Essen)

## Drehbücher Kino
- 1999: Black Souls (Kismet)
- 2005: Am Tag als Bobby Ewing starb
- 2011: Am Ende des Tages (Festival International du film policier Liège 2012, Publikumspreis)

## Hörspiele
- Weg in den Dschungel (Radio Bremen)
- Klamms Krieg (MDR)
- Sommer mit Mädchen (WDR)
- Glück im 21. Jahrhundert (Radio Bremen)
- Deine innere Stimme (WDR)
- Papa ist pleite (WDR)
- Neid – ein Motivationstraining (WDR)
- Das Perseus-Protokoll (WDR)[12]
- Die Nacht des Luchses, Regie: Martin Zylka, 2016, WDR, 53 min.

## Romane
- Das Perseus-Protokoll, Frankfurter Verlagsanstalt, Frankfurt am Main 2012, ISBN 978-3-627-00182-7
- Sonnentau. Ein Fall für Brecht und Velasco, Frankfurter Verlagsanstalt, Frankfurt am Main 2014, ISBN 978-3-627-00205-3
- Bist du glücklich?, Hoffmann & Campe, Hamburg 2016, ISBN 978-3455405880
- Terminal, Unionsverlag, Zürich 2021, ISBN 978-3-293-00566-2
- Wo Ist Valentin?, Kanon Verlag, Berlin 2023, ISBN 978-3-9856809-2-4

## Erzählungen (Auswahl)
- Berlin Noir, Akashic Books, New York 2019, ISBN 978-1617756320
- Hamburg Noir, Akashic Books, New York 2019, ISBN 978-1636141152

## Auszeichnungen
- Deutscher Jugendtheaterpreis[18]
- Jugendtheaterpreis Baden-Württemberg[19]
- Deutscher Kurzkrimi-Preis 2002[20]
- Schiller-Gedächtnispreis (Fördergabe) des Landes Baden-Württemberg[21]
- Nominierung Friedrich-Glauser-Preis 2012 „Kurzkrimi“[22]
- Nominierung Friedrich-Glauser-Preis 2015 „bester Roman“ für „Sonnentau“[13]
- Stadtschreiber Tampere (Finnland) 2023